# 13748 Radaly
13748 Radaly este un asteroid din centura principală de asteroizi.

## Descriere
13748 Radaly este un asteroid din centura principală de asteroizi. A fost descoperit pe 25 septembrie 1998 la Kitt Peak National Observatory în cadrul proiectului Spacewatch. El prezintă o orbită caracterizată de o semiaxă mare de 3,09 ua, o excentricitate de 0,11 și o înclinație de 2,7° în raport cu ecliptica.